# Everything That Happens Will Happen Today
Everything That Happens Will Happen Today je druhé společné album Davida Byrne a Briana Eno, po albu My Life in the Bush of Ghosts z roku 1981 jde o jejich druhé společné album. Album vyšlo v srpnu 2008 u Byrneovo vydavatelství Todo Mundo. Nahrávání probíhalo již od roku 2006, kdy Eno nahrál demo verze skladeb, nahrávání pak pokračovalo spolu s Byrnem a Leo Abrahamsem v roce 2008.

## Seznam skladeb
Autory všech skladeb jsou David Byrne a Brian Eno, mimo „Strange Overtones“, kterou spolu s nimi napsal Leo Abrahams.
| Pořadí         | Název                   | Délka |
| -------------- | ----------------------- | ----- |
| 1.             | Home                    | 5:06  |
| 2.             | My Big Nurse            | 3:21  |
| 3.             | I Feel My Stuff         | 6:25  |
| 4.             | Everything That Happens | 3:46  |
| 5.             | Life Is Long            | 3:45  |
| 6.             | The River               | 2:30  |
| 7.             | Strange Overtones       | 4:17  |
| 8.             | Wanted for Life         | 5:06  |
| 9.             | One Fine Day            | 4:55  |
| 10.            | Poor Boy                | 4:19  |
| 11.            | The Lighthouse          | 3:46  |
| Celková délka: | Celková délka:          | 47:16 |

## Obsazení
- David Byrne – zpěv, kytara, clavinet, klavír, perkuse
- Brian Eno – basová kytara, doprovodné vokály, elektronické bicí, syntezátory, klávesy, kytara, varhany, zpěv, programming
- Leo Abrahams – kytara, klavír, perkuse, niněra, basová kytara, stylofon, programming, doprovodné vokály, zvonkohra
- Seb Rochford – bicí
- Steve Jones – kytara
- Tim Harries – basová kytara
- Phil Manzanera – drone kytara
- Barry Danielian – žestě
- Dan Levine – žestě
- Dave Mann – žestě
- Paul Shapiro – žestě
- Mauro Refosco – perkuse
- Robert Wyatt – bicí, perkuse
- Melanie Hall QC – doprovodné vokály
- Darla Eno – doprovodné vokály
- Irial Eno – doprovodné vokály